# Christopher Lennertz
Cristopher Joseph Lennertz (Methuen, Massachusetts - 2 de janeiro de 1972) é um compositor estadunidense de músicas para filmes, programas de televisão e jogos de vídeos.
Frequentou a Escola de Música Thornton e ganhou muita experiência com Michael Kamen e Basil Poledouris trabalhando em algumas das obras.

## Trabalhos

### Filmes
- Saint Sinner (2002)
- Save Virgil  (2004)
- Soul Plane (2004)
- Dr. Dolittle 3 (2006)
- Shark Bait (2006)
- Tortilla Heaven (2007)
- The Perfect Holiday (2007)
- Alvin e os Esquilos (2007)
- The Comebacks (2007)
- Meet the Spartans (2008)
- Disaster Movie (2008)
- The Open Road (2009)
- Adam (2009)
- To Save a Life (2010)
- La Horde (2010)
- Cats & Dogs: The Revenge of Kitty Galore (2010)
- Hop (2011)

### Televisão
- Brimstone (1999)
- The Strip (2000)
- Supernatural (2005–presente)

### Jogos
- Medal of Honor: Rising Sun (2003)
- Medal of Honor: Pacific Assault (2004)
- Medal of Honor: European Assault (2005)
- James Bond 007: From Russia with Love (2005)
- Gun (2005)
- The Simpsons Game (2007) (com Timothy Michael Wynn, Mark Mothersbaugh, Albert Fox, John Enroth, Duff Gorman,  Sid Cuttles, "DJ Poochie Pants", and Silas Hite)
- Warhawk (2007) (com Timothy Michael Wynn)
- Quantum of Solace (2008)
- The Godfather II (2009)
- Mass Effect 2: Overlord (2010)
- Mass Effect 2: Lair of the Shadow Broker (2010)
- The Sims 3 Pets  (2011)
- Mass Effect 3 (2012)
- Starhawk (2012)